# B. Bourney
B. Bourney war ein französischer Hersteller von Automobilen.

## Unternehmensgeschichte
B. Bourney gründete 1912 in Levallois-Perret das Unternehmen, das seinen Namen trug, zur Produktion von Automobilen. Der Markenname lautete Ultima. 1914 endete die Produktion.

## Fahrzeuge
Im Angebot standen zwei Modelle. Im kleineren sorgte ein Einzylindermotor mit 954 cm³ Hubraum und 10 PS Leistung für den Antrieb. Ein Vierzylindermotor mit 2120 cm³ Hubraum und 12 PS Leistung trieb das größere Modell an. Beide Modelle waren mit einem Reibradgetriebe mit sechs Gängen nach einer Lizenz der Turicum AG sowie Kettenantrieb ausgestattet.